# Alan Poul

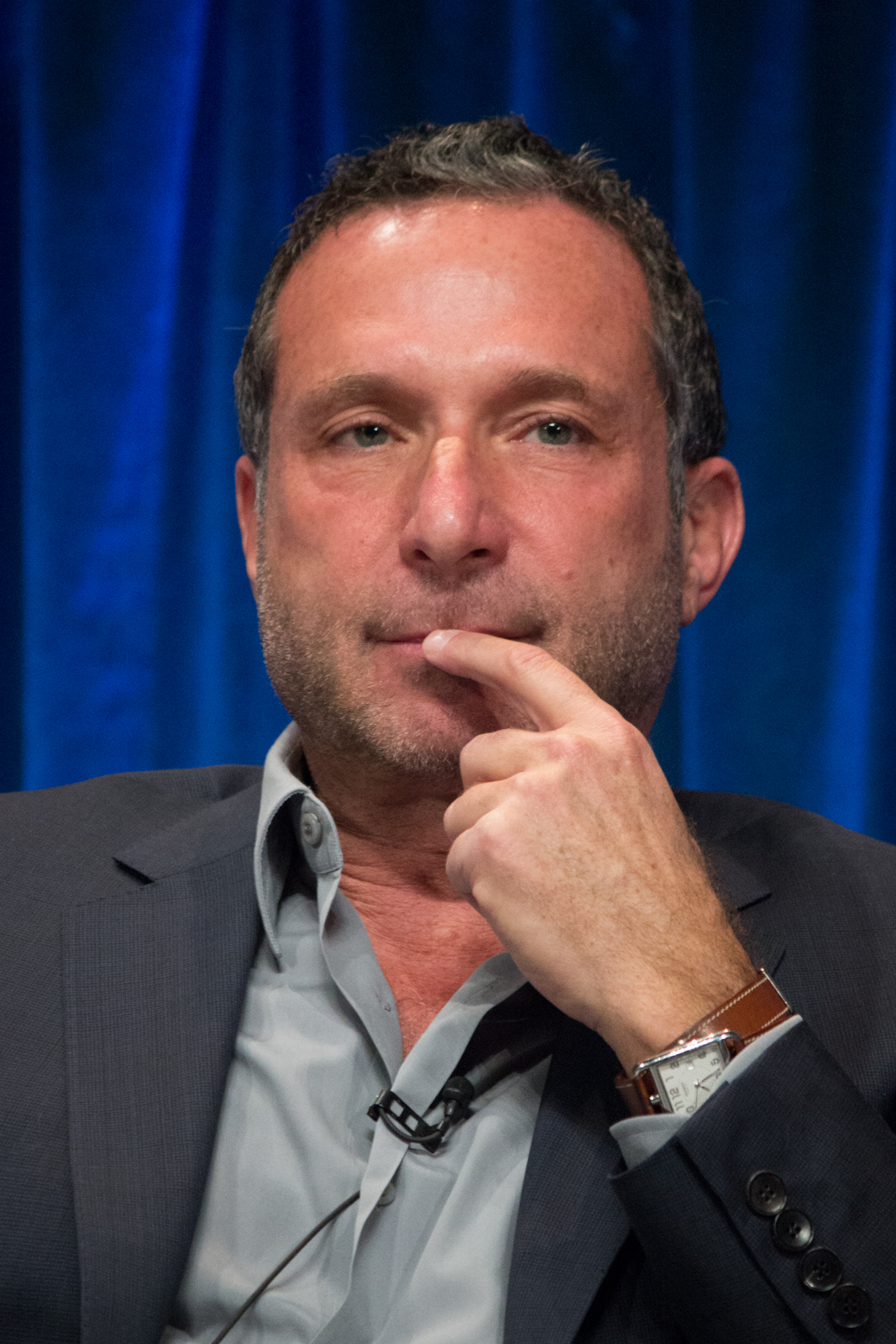
Alan Poul (2013)

Alan Mark Poul (* 1. Mai 1954 in Philadelphia, Pennsylvania) ist ein US-amerikanischer Regisseur und Produzent.

## Leben
Alan Poul ist seit Mitte der 1980er Jahre als Produzent aktiv. Seit ist er auch als Regisseur tätig, mit dem Schwerpunkt auf Fernsehserien. Er produzierte unter anderem die Serien Six Feet Under und Swingtown; bei beiden führte er auch Regie. 2010 inszenierte er Plan B für die Liebe mit Jennifer Lopez in der Hauptrolle. Poul sitzt im Vorstand der Filmregisseure von GLAAD und Outfest.

## Filmografie (Auswahl)

### Als Regisseur
- 2002–2006: Six Feet Under – Gestorben wird immer (4 Episoden)
- 2005–2007: Rom  (2 Episoden)
- 2006: Pink Collar (Fernsehfilm)
- 2006–2007: Big Love  (2 Episoden)
- 2008: Swingtown (4 Episoden)
- 2010: Plan B für die Liebe
- 2010: The Big C ... und jetzt ich  (2 Episoden)
- 2012: GCB  (1 Episode)
- 2012: Perception (1 Episode)
- 2012: Modern Love (Fernsehfilm)
- 2012–2014: The Newsroom (7 Episoden)
- 2017: Grace and Frankie (1 Episode)
- 2019: Stadtgeschichten (Tales of the City, Miniserie, 3 Episoden)

### Als Produzent
- 1992: Candymans Fluch (Candyman)
- 1993: Stadtgeschichten (Tales of the City, 6 Episoden)
- 2001: Further Tales of the City (3 Episoden)
- 2001–2005: Six Feet Under – Gestorben wird immer (63 Episoden)
- 2008: Swingtown (13 Episoden)
- 2012: GCB (1 Episode)
- 2012: Perception (1 Episode)
- 2012–2014: The Newsroom (25 Episoden)
- 2016: Code of Conduct (1 Episode)
- 2016: Westworld (7 Episode)

## Preise und Auszeichnungen (Auswahl)
- Emmy
- Golden Globe
- Producer's Guild Award
- vier GLAAD Awards
- drei Peabody Awards
- 2003: ACLU Foundation's Pride Partnership Award